# Chauliodon
Chauliodon é um género botânico pertencente à família das orquídeas (Orchidaceae).

## Lista de espécies
- Chauliodon deflexicalcaratum (De Wild.) L.Jonss.